# António da Cunha Telles
António de la Cunha Telles (Funchal, 26 de febrero de 1935 - Lisboa, 23 de noviembre de 2022) fue un cineasta y productor portugués, uno de los iniciadores del Novo Cinema portugués, tanto como realizador como productor.

## Biografía
Estudió Medicina en la Universidad de Lisboa, aunque acabó dedicándose al cine. Se instaló en París alrededor de 1956, y estudió realización en el Institut des Hautes Études Cinematographiques (IDHEC). 
De regreso a Portugal, asumió funciones directivas en los Servicios de Cine de la Dirección de General de la Enseñanza Primaria y dirigió cursos de cine en la Mocidade Portuguesa. 
Se estrenó en la realización con el documental Os Transportes (1962), encomendado por la Dirección General de la Enseñanza Primaria y dio comienzo a una actividad de productor que lo haría indisociable del movimiento del Nuevo Cinema portugués. Produjo Os Verdes Anos (Los Verdes Años, 1963) de Paulo Soares da Rocha y Belarmino (1964) de Fernando Lopes. En 1967 por falta de éxito comercial de las películas de ese nuevo movimiento, abandonó durante un corto período la producción y dirigió Cine-Almanaque, periódico de actualidades cinematográficas del que solo se editaron doce números. 
Su primer largometraje es de 1970, O Cerco. En las décadas de 1980 y 1990 reinició la actividad de productor, contando desde esa fecha con más de cincuenta películas producidas, de realizadores como José Fonseca e Costa, Eduardo Geada, Joaquim Leitão, Edgar Pêra, António de Macedo, António Pedro Vasconcelos, entre varios telefilmes y coproducciones internacionales. Realizó Kiss Me (2004), experiencia cinematográfica de la presentadora Marisa Cruz.

## Filmografía (realizador)
- Kiss Me (2004)
- Pandora (1996)
- Vidas (1984)
- Continuar a Viver (1976)
- Meus Amigos (1974)
- O Cerco (1970)
- Os Transportes (1962)